# Будзич
Будзич (пол. Budzicz) — село в Польщі, у гміні Прусиці Тшебницького повіту Нижньосілезького воєводства.
Населення — 148 осіб (2011).
У 1975-1998 роках село належало до Вроцлавського воєводства.

## Демографія
Демографічна структура станом на 31 березня 2011 року:
|          | Загалом | Допрацездатний вік | Працездатний вік | Постпрацездатний вік |
| -------- | ------- | ------------------ | ---------------- | -------------------- |
| Чоловіки | 71      | 14                 | 51               | 6                    |
| Жінки    | 77      | 15                 | 45               | 17                   |
| Разом    | 148     | 29                 | 96               | 23                   |